# Jean-Luc François
 (décembre 2017).
Pour les articles homonymes, voir François.
Jean-Luc François est un réalisateur français.

## Filmographie
- 2000 : T'choupi (série télévisée)
- 2004 : T'choupi
- 2006 : Grabouillon (série télévisée)
- 2007 : Adibou : Aventure dans le corps humain (série télévisée)
- 2012-2020 : Les Mystérieuses Cités d'or saison 2 à 4 (série télévisée)
- 2018-2022 : Arthur et les enfants de la table ronde saisons 1 et 2 (série télévisée)[1]